# Piercia spatiosata
Piercia spatiosata là một loài bướm đêm trong họ Geometridae.